# كلايف باين
كلايف باين (بالإنجليزية: Clive Payne)‏ هو لاعب كرة قدم بريطاني في مركز الدفاع، ولد في 2 مارس 1950. لعب مع نادي بورنموث.

## وصلات خارجية
- كلايف باين على موقع قاعدة بيانات كرة القدم.إي يو (الإنجليزية)